# دين بويلان
دين بويلان (بالإنجليزية: Dean Boylan)‏ هو لاعب هوكي جليد أمريكي، ولد في 28 يناير 1951 في بوسطن في الولايات المتحدة.

## وصلات خارجية
- دين بويلان على موقع EliteProspects.com (الإنجليزية)
- دين بويلان على موقع HockeyDB.com (الإنجليزية)
- دين بويلان على موقع Hockey-Reference.com (الإنجليزية)